# Мішань
Мішань (кит. спр. 密山市, піньїнь: Mìshān Shì) — місто-повіт в східнокитайській провінції Хейлунцзян, складова міста Цзісі.

## Географія
Мішань розташовується на південному сході префектури на північ від озера Ханка, лежить на річці Сунгача.

### Клімат
Місто знаходиться у зоні, котра характеризується вологим континентальним кліматом з теплим літом. Найтепліший місяць — липень із середньою температурою 21.9 °C (71.4 °F). Найхолодніший місяць — січень, із середньою температурою -16.7 °С (1.9 °F).
| Клімат Мішаня           | Клімат Мішаня | Клімат Мішаня | Клімат Мішаня | Клімат Мішаня | Клімат Мішаня | Клімат Мішаня | Клімат Мішаня | Клімат Мішаня | Клімат Мішаня | Клімат Мішаня | Клімат Мішаня | Клімат Мішаня | Клімат Мішаня |
| Показник                | Січ.          | Лют.          | Бер.          | Квіт.         | Трав.         | Черв.         | Лип.          | Серп.         | Вер.          | Жовт.         | Лист.         | Груд.         | Рік           |
| Середня температура, °C | −16,7         | −13,3         | −4,1          | 6,3           | 13,4          | 18,4          | 21,9          | 21            | 14,7          | 6,3           | −4,7          | −13,9         | 4,1           |
| Норма опадів, мм        | 5.6           | 7.5           | 10.9          | 29.1          | 50.6          | 79            | 108           | 125.6         | 72.6          | 39.7          | 17.3          | 9             | 554.9         |
| Днів з опадами          | 5,9           | 5,6           | 6,4           | 8,7           | 13            | 15,4          | 15            | 14,9          | 12,1          | 9,1           | 6,8           | 7,2           | 120,1         |
| Вологість повітря, %    | 67.8          | 67.5          | 62.9          | 57.5          | 60            | 73.9          | 80.1          | 80.5          | 74.5          | 65            | 67.4          | 72            | 69.1          |
| ----------------------- | ------------- | ------------- | ------------- | ------------- | ------------- | ------------- | ------------- | ------------- | ------------- | ------------- | ------------- | ------------- | ------------- |
| Джерело: Weatherbase    |               |               |               |               |               |               |               |               |               |               |               |               |               |